# Eurycyde diacantha
Eurycyde diacantha is een zeespin uit de familie Ascorhynchidae. De soort behoort tot het geslacht Eurycyde. Eurycyde diacantha werd in 1990 voor het eerst wetenschappelijk beschreven door Stock. 